# Зарко, Жоанн
Жоанн Зарко (фр. Johann Zarco; род. 16 июля 1990, Канны, Франция) — французский мотогонщик, двукратный чемпион мира по шоссейно-кольцевых мотогонок MotoGP в классе Moto2 (2015-2016). В сезоне 2017 выступал в классе MotoGP за команду «Monster Yamaha Tech 3» под номером 5.

## Биография
Жоанн родился 16 июля 1990 года в Каннах. Он с детства увлекался мотоциклами. Как и большинство его коллег — профессиональных гонщиков, Зарко начинал свою карьеру с выступлений в соревнованиях в классе мини-байк.
В 2003 году судьба свела его с Лораном Феллоном, экспертом в мире мотогонок. Эта встреча имела решающее значение для его дальнейшей карьеры. Под руководством Феллона он начал выступать в итальянском чемпионате минимото, а также в других соревнованиях по всей Европе в этом классе.
В первый год выступлений Иоанн занял 4-е место в чемпионате Европы по минимото в юниорской категории C. В следующем, 2004 году, француз занял второе место на чемпионате Европы в классе Junior mini, а в 2005-в снова стал вице-чемпион континента, на этот раз в категории взрослых спортсменов.
По результатам этих выступлений в 2007 году Зарко был отобран для участия в соревнованиях по шоссейно-кольцевым мотогонкам «Red Bull MotoGP Rookies Cup» — новообразованной серии, в которой принимали участие лучшие молодые гонщики Европы. Одержав 3 победы и всего 6 подиумов в 7 гонках чемпионата, Иоанн стал первым победителем серии.
В 2008 году Иоанн выступал в некоторых гонках чемпионата Италии с командой «Team Gabrielli», а уже на следующий сезон француз получил приглашение от команды «WTR San Marino Team» для выступлений в чемпионате мира серии MotoGP.
Первые два сезона выступлений в чемпионате стали для француза своеобразной школой. Он не демонстрировал высоких результатов, заняв 20 и 11 места в общем зачете, однако привык к новой технике и условий соревнований.
На сезон 2011 Иоанн присоединился к сильной команде «Avant-AirAsia-Ajo», в составе которой в предыдущем сезоне Марк Маркес стал чемпионом мира. Пользуясь накопленным опытом и обладая лучшим мотоциклом серии, Зарко уже во второй гонке сезона финишировал на подиуме, начав борьбу за победу в чемпионате. В общем в 17 гонках сезона он 11 раз финишировал в призовой тройке, но в последней гонке сезона не смог финишировать, отдав победу в чемпионате Нико Теролю и став вице-чемпионом мира.
После всего лишь трех сезонов в классе 125cc, Иоанн перешел в класс Moto2, присоединившись к команды JIR Moto2. Здесь его ждал мотоцикл с двигателем, большим в 4 раза от предыдущего, который требовал новой техники езды, поэтому первый сезон снова пошел на призвичаювання к новым условиям. Лучшим результатом стало 4-е место на Гран-При Португалии. Благодаря стабильности результатов (14 из 17 гонок он закончил в зачетной зоне) француз занял 10-е место в общем зачете и стал «Новичком года» (англ. Rookie of the Year).
На следующий сезон Иоанн перешел в команду «Came Iodaracing Project», которая использовала другой мотоцикл Suter MMX2. Зарко в течение сезона дважды поднимался на подиум (в Италии и Валенсии), в итоге заняв 9-е место.
После завершения сезона он перешел к новообразованной команды «AirAsia Caterham». Этот сезон стал для Иоанна еще успешнее — 4 раза он финишировал в призовой тройке, одержав также 1 поул. В общем зачете француз занял 6-е место. К сожалению, у команды возникли финансовые проблемы и она ограничила свое участие в чемпионате. Поэтому Зарко с радостью принял предложение своего давнего знакомого Аки Айо и присоединился к его команде «Ajo Motorsport» на следующий сезон.
В дебютные гонке сезона 2015, Гран-При Катара, Иоанн захватил лидерство и проехал быстрейший круг, однако на 17-м круге у его мотоцикла отломился рычаг переключения КПП в положении третьей передачи, на которой он вынужден был доехать гонку — заработанной преимущества ему хватило для того, чтобы финишировать лишь на 8-м месте. В следующей гонке, в Америке, он приехал вторым, а на аргентинском этапе одержал первую для себя победу в классе, причем с поулу, что позволило возглавить общий зачет чемпионата. Финишировав в следующих 10 гонках на подиуме (в половине из них — на самой высокой ступеньке), француз сделал серьезную заявку на победу в чемпионате, и уже за 5 этапов до окончания чемпионата, на Гран-При Арагона, имел возможность досрочно стать чемпионом мира, однако не воспользовался ею, заняв лишь шестое место.
Судьба сполна вознаградила его уже на следующем этапе, в Японии, где Иоанн, благодаря травме своего главного преследователя Эстива Рабата в квалификации, выиграл чемпионат досрочно, до старта самой гонки.